# Brett Whiteley
 (février 2025).
Pour les articles homonymes, voir Whiteley.
Brett Whiteley est un artiste australien, né le 7 avril 1939 et mort le 15 juin 1992. L'un des principaux peintres australiens du XXe siècle, il est représenté dans la plupart des galeries de son pays.

## Carrière

### Débuts
Whiteley fut très précoce dans la peinture. Durant son adolescence, Whiteley peignait les week-ends à Bathurst et à Sydney, produisant des œuvres comme The Soup Kitchen en 1958. En 1960, il gagna une bourse du gouvernement italien, notamment grâce à Sofala (peint en 1956). Il voyagea en Europe (France, Italie, Angleterre) et s'installa à Londres, à une période durant laquelle les artistes australiens devenaient populaires en Angleterre, avec notamment Arthur Boyd, Sidney Nolan et Russell Drysdale. Après avoir rencontré le directeur de la Whitechapel Gallery, Whiteley fit partie d'un groupe de peintres australiens et produisit Untitled Red painting, qui fut acheté par la Tate Gallery. Cela fit de lui le plus jeune artiste dont une œuvre était achetée par la Tate, ce qui eut un important impact sur son succès, concrétisé par un premier prix lors de la Biennale de la Jeunesse de Paris. Il accumula ensuite les contacts avec des artistes (à Londres et durant ses voyages).

### Période londonienne
En 1962, il se maria à Wendy Julius (petite-fille de Sir George Julius et arrière-petite-fille de C.Y. O'Connor) et leur unique enfant, Arkie Whiteley (future actrice), naquit à Londres en 1964. 
À Londres, Whiteley peignit plusieurs séries de travaux, influencées par l'art moderniste des années 1960 et principalement constituées de formes abstraites brunâtres, qui établirent sa reconnaissance. Parmi sa série sur les images de salles de bain, on peut citer Woman in Bath, qui représente sa femme de dos dans une baignoire, ou Woman in the Bath II, influencé par les peintures abstraites jaunes et rouges du début des années 60.
En 1964, Whiteley fut fasciné par le meurtrier John Christie, qui commit plusieurs crimes près de la résidence du peintre à Ladbroke Grove. Il peignit alors les Christie series. Avec Head of Christie, son intention était de faire un portrait de la violence des évènements dont il s'inspirait mais sans être trop choquant pour le public : cette œuvre représentait un visage enveloppé et déformé, avec une expression méchante.
Whiteley fit aussi une série de peintures sur les animaux du zoo de Londres, parmi lesquelles on peut citer Two Indonesian Giraffes. Ce travail lui sembla parfois difficile à cause du mouvement des animaux.
Cette période fut aussi marquée par quelques peintures jaunâtres de plages, comme le collage The Beach II, fait lors d'une brève visite en Australie, qui lui valut une bourse pour étudier et travailler aux États-Unis.

### Période new-yorkaise
En 1967, il s'installa à New York grâce à sa bourse (Harkness Foundation Scholarship to New York). Il transmit sa première impression de la ville dans First Sensation of New York City, qui montre des rues avec des voitures rapides, des panneaux, des vendeurs de hot-dogs et des grands immeubles. Idéaliste, influencé par le mouvement pacifiste de l'époque, Whiteley pensait que les Américains pourraient retirer leurs troupes du Vietnam s'il réussissait à marquer les esprits avec une immense œuvre en faveur de la paix. Le résultat fut The American Dream, comprenant 18 panneaux  de bois composés de collage, de photographie et de peinture, sur 22 mètres de long, qui lui demandèrent une année de travail. Cette œuvre est un exemple parfait de la taille de ses œuvres durant sa période américaine, probablement influencée par les artistes contemporains américains. The American Dream représentait une évolution d'un océan serein d'un côté vers un chaos total de l'autre. Certaines idées furent guidées par l'alcool, la marijuana et d'autres drogues, qu'il expérimenta durant ces années et dont il avoua plusieurs fois l'impact sur son subconscient.
Cependant, sa galerie, Marlborough-Gerson, refusa de montrer The American Dream, ce qui le décida à quitter New York pour les îles Fidji, cherchant un refuge équivalent au côté serein et océanique de son œuvre.

### Période fidjienne
Aux Fidji, Whiteley peignit des autochtones, un peu à la manière de Paul Gauguin sur Tahiti, par exemple dans Fiji Head - to a creole lady, portrait qui incorpore aussi du texte. Durant son séjour aux Fidji, il commença aussi à peindre des oiseaux, symboles d'une façon de s'évader des sentiments violents. Le résultat était une image stylisée des oiseaux, comme dans Orange Fruit Dove Fiji.
Il peignit aussi Gauguin, qui représentait le peintre rêvant devant un paysage d'île.

### Appropriations
Whiteley expérimenta des styles basés sur l'art de Van Gogh, notamment ses autoportraits comme Vincent. Après avoir trouvé un livre sur Van Gogh sur le sol de l'église de Bathurst lorsqu'il était jeune, Whiteley changea en effet de perception envers le monde qui l'entourait. Cette influence est par exemple perceptible dans Night Cafe. Il a en effet pris la peinture de Van Gogh et étiré les lignes de la pièce, créant une image avec un mouvement apparent rapide et dynamique.
Il fut aussi inspiré par Rembrandt, auquel il emprunta le style dans son large portrait sombre du peintre hollandais.

### Alchemy
Une partie de son œuvre intitulée Alchemy fut reproduite sur la couverture de l'album live de Dire Straits, Alchemy, avec cependant l'ajout d'une guitare sur l'image. La peinture originale, réalisée entre 1972 et 1973, était composée de différents matériaux (plumes et coquillages par exemple) sur plusieurs panneaux, un peu à la manière de The American Dream (toutefois, cette œuvre de grande échelle, typique de sa période américaine, fut réalisée en Australie). Représentant des formes incurvées, une imagerie sexuelle et d'immenses lettres IT, cette œuvre a été considérée comme un autoportrait. Whiteley ne savait pas ce que ça allait donner lorsqu'il l'a terminée.
Plusieurs panneaux sont dorés, en référence au processus d'alchimie, d'autres sont constitués de nombreux dessins minuscules, dont beaucoup basés sur le corps humain et la sexualité. Alchemy fait référence à la transformation, comme celle mythique du métal ordinaire en or, sans doute en rapport avec la propre personnalité de l'artiste qui voulait se détacher de ses diverses addictions.

### Port de Sydney et paysages
Whiteley adorait peindre des vues du port de Sydney dans les années 1970, tel que Interior with time past, qui montre une pièce dont la fenêtre ouvre sur le port plein de bateaux, avec des décorations de la pièce typiques de l'utilisation d'images érotiques dans ses œuvres. Il a aussi peint une scène représentant son ami Patrick White en rocher, dans Headland, pour la simple et bonne raison que White lui avait dit qu'il aimerait se réincarner en rocher.
Whiteley peignit aussi d'autres images de paysages australiens, dont une vue de la côte sud de la Nouvelle-Galles du Sud après la pluie dans South Coast After the Rain. Il réalisa aussi des peintures sur les environs de Bathurst, d'Oberon et de Marulan. Ses paysages abstraits de bush (dont The Bush) étaient souvent le résultat d'expérience avec des drogues ou l'alcool, tout comme des œuvres telles que Self Portrait after three bottles of wine.

### Distinctions et reconnaissance
Durant la deuxième moitié des années 1970, Witheley connut un grand succès avec la Art Gallery of New South Wales, gagnant au moins deux fois chacun des prix artistiques australiens les plus prestigieux : le prix Archibald, le prix Sulman et le prix Wynne. Il fut le premier artiste à gagner les trois prix la même année, en 1978, sans doute le pic de sa carrière.
Son premier prix Archibald fut acquis grâce à Self Portrait in the Studio, qui montre une vie de son studio à Lavender Bay surplombant le port de Sydney, avec le reflet de l'artiste dans un miroir. Son second Prix Archibald fut attribué à Art, Life and the other thing, triptyque démontrant la volonté de l'artiste d'expérimenter différents médias comme la photographie et le collage, mais aussi son respect pour l'histoire de l'art, notamment avec un fameux portrait de Joshua Smith par William Dobell datant de 1943. Cette œuvre est aussi symptomatique de son travail de distorsion et d'altération des images.
Ses prix
- Prix Archibald 1976 pour Self Portrait in the Studio
- Prix Sulman 1976 pour Interior with Time Past
- Prix Wynne 1977 pour The Jacaranda Tree (On Sydney Harbour)
- Prix Archibald 1978 pour Art, Life and the other thing
- Prix Sulman 1978 pour Yellow Nude
- Prix Wynne 1978 pour Summer at Carcoar
- Prix Wynne 1984 pour The South Coast After Rain

### Difficult Pleasure
En 1989, il fut l'objet d'un film documentaire sur ABC, Difficult Pleasure, réalisé par Don Featherstone. Le film le montrait parlant de ses principales œuvres mais aussi de travaux plus récents comme ceux réalisés durant un long voyage à Paris, l'un de ses derniers à l'étranger. Il était aussi question d'une collection de t-shirts que Whiteley avait lancés, ainsi que de son travail de sculpteur qui ne fut pas assez pris au sérieux selon lui. Le titre du film fait référence à sa description personnelle de la création artistique.

### Ses dernières années
Whiteley devint de plus en plus dépendant à l'alcool et à l'héroïne, le conduisant à des crises de schizophrénie. Son travail s'en ressentit, plongent dans un déclin inexorable, alors que la côte de ses œuvres ne cessait de grimper sur le marché de l'art. Il essaya plusieurs fois de se désintoxiquer mais en vain et, en 1989, il divorça d'avec Wendy, qu'il avait toujours considéré comme sa muse. Le 15 juin 1992, Brett Whiteley succomba à cause d'une overdose d'héroïne, seul dans un motel de Thirroul, au nord de Wollongong.
En 1999, sa peinture The Jacaranda Tree (1977) fut vendue pour 1,982 million de dollars, établissant un record pour un peintre australien. Plusieurs de ses œuvres furent ensuite vendue encore plus cher, comme en 2007 pour The Olgas (3,5 millions de dollars) et pour Opera House (2,8 millions de dollars), œuvre qu'il avait mis une décennie à peindre et qu'il avait échangé avec Qantas contre une période de voyages gratuits en avion.

## Honneur
L'astéroïde (18839) Whiteley porte son nom.